# Macromia chalciope
Macromia chalciope är en trollsländeart som beskrevs av Maurits Anne Lieftinck 1952. Macromia chalciope ingår i släktet Macromia och familjen skimmertrollsländor. Inga underarter finns listade i Catalogue of Life.